# Корпуси НОВЈ
Корпуси су биле највише оперативно-територијалне јединице Народноослободилачке војске Југославије (НОВЈ). Постојали су од краја 1942. до формирања армија, почетком 1945. године. Први корпуси имали су у свом саставу од две до четири дивизије и већи број партизанских одреда.
Одлука Врховног команданта НОВ и ПОЈ Јосипа Броза Тита о формирању дивизија и корпуса, новембра 1942. донета је у време значајних победа НОВ и ПОЈ у централној и западној Босни. У оперативном погледу, корпуси су требало да воде офанзивне операцији на одређеној територији, али су били и довољно покретни за дејства у другим подручјима. Најпре је 9. новембра 1942. формиран Први босански корпус, а потом 22. новембра 1942. Први хрватски корпус. Њиховим формирањем укинути су Оперативни штаб за Босанску крајину и Штаб Прве оперативне зоне Хрватске (подручје Лике, Баније и Кордуна). Први босански корпус је 11. маја подељен на Први и Други босански корпус, а 17. маја 1943. је формиран Први славонски корпус (од 20. јуна Други хрватски корпус), чијим је формирањем укинут Штаб Треће оперативне зоне (подручје Славоније).
У септембру 1943. формиран је Други ударни корпус, чији је Штаб преузео дужности Главног штаба НОВ и ПО Црне Горе, а почетком октобра су формирани Седми словеначки, Први пролетерски и Осми далматински корпус. Наредбом Врховног команданта НОВ и ПОЈ од 5. октобра 1943. извршена је пренумерација дотада формираних корпуса па су Први и Други босански постали Трећи и Пети босански корпус, а Први и Други хрватски су постали Четврти хрватски и Шести славонски корпус.

## Списак корпуса НОВЈ
| назив                                                    | датум формирања     | састав                                                   | командант           | политички комесар  | реф    |
| -------------------------------------------------------- | ------------------- | -------------------------------------------------------- | ------------------- | ------------------ | ------ |
| Први пролетерски корпус                                  | 5. октобар 1943.    | Прва пролетерска и Шеста личка дивизија                  | Коча Поповић        | Мијалко Тодоровић  | [ 4 ]  |
| Други ударни корпус                                      | 10. септембар 1943. | Друга пролетерска, Трећа ударна и Пета крајишка дивизија | Пеко Дапчевић       | Митар Бакић        | [ 5 ]  |
| Трећи босански корпус (првобитно Први босански корпус)   | 9. новембар 1942.   | Четврта и Пета крајишка дивизија                         | Коста Нађ           | Осман Карабеговић  | [ 6 ]  |
| Четврти хрватски корпус (првобитно Први хрватски корпус) | 22. новембар 1942.  | Шеста личка, Седма банијска и Осма кордунашка дивизија   | Иван Гошњак         | Већеслав Хољевац   | [ 7 ]  |
| Пети босански корпус (првобитно Други босански корпус)   | 11. мај 1943.       | Четврта, Десета и Једанаеста крајишка дивизија           | Славко Родић        | Велимир Стојнић    | [ 8 ]  |
| Шести славонски корпус (првобитно Први славонски корпус) | 17. мај 1943.       | Дванаеста и 28. славонска дивизија                       | Петар Драпшин       | Владо Јанић        | [ 9 ]  |
| Седми словеначки корпус                                  | 3. октобар 1943.    | Четрнаеста, Петнаеста и Осамнаеста словеначка дивизија   | Рајко Танасковић    | Јоже Брилеј        | [ 10 ] |
| Осми далматински корпус                                  | 7. октобар 1943.    | Девета, 19, 20. и 26. далматинска дивизија               | Павле Илић          | Иван Кукоч         | [ 11 ] |
| Девети словеначки корпус                                 | 22. децембар 1944.  | 30 и 31. словеначка дивизија                             | Ладо Амброжич       | Душан Кведер       | [ 12 ] |
| Десети загребачки корпус                                 | 19. јануар 1944.    | 32. загорска и 33. хрватска дивизија                     | Владимир Матетић    | Иван Шибл          | [ 12 ] |
| Једанаести хрватски корпус                               | 30. јануар 1944.    | 13. приморско-горанска и 35. личка дивизија              | Милан Шакић Мићун   | Артур Туркулин     | [ 13 ] |
| Дванаести војвођански корпус                             | 1. јул 1944.        | 16, 36. и 51. војвођанска дивизија                       | Данило Лекић Шпанац | Стефан Митровић    | [ 14 ] |
| Тринаести српски корпус                                  | 7. септембар 1944.  | 22, 24, 46. и 47. српска дивизија                        | Љубо Вучковић       | Василије Смајевић  | [ 15 ] |
| Четрнаести српски корпус                                 | 7. септембар 1944.  | 23., 25. и 45. српска дивизија                           | Радивоје Јовановић  | Раја Недељковић    | [ 16 ] |
| Петнаести македонски корпус                              | септембар 1944.     | 41, 48. и 49. македонска дивизија                        | Тихомир Милошевски  | Наум Наумовски     | [ 8 ]  |
| Шеснаести македонски корпус                              | септембар 1944.     | 42. македонска и Кумановска дивизија                     | Петар Брајовић      | Боро Чушкар        | [ 9 ]  |
| Брегалничко-струмички корпус                             | 3. октобар 1944.    | 50. и 51. македонска дивизија                            | Пецо Трајков        | Цветко Стевановски | [ 17 ] |
| Корпус народне одбране Југославије                       | 15. август 1944.    | 5. дивизија и 29. бригада народне одбране                | Јован Вукотић       | Владо Јанић        | [ 18 ] |